# Goshen (Nou Hampshire)
Goshen és una població dels Estats Units a l'estat de Nou Hampshire. Segons el cens del 2000 tenia 741 habitants.

## Demografia
Segons el cens del 2000, Goshen tenia 741 habitants, 279 habitatges, i 219 famílies. La densitat de població era de 12,7 habitants per km².
Dels 279 habitatges en un 33,3% hi vivien nens de menys de 18 anys, en un 64,5% hi vivien parelles casades, en un 9,7% dones solteres, i en un 21,5% no eren unitats familiars. En el 17,2% dels habitatges hi vivien persones soles el 7,2% de les quals corresponia a persones de 65 anys o més que vivien soles. El nombre mitjà de persones vivint en cada habitatge era de 2,63 i el nombre mitjà de persones que vivien en cada família era de 2,96.
Per edats la població es repartia de la següent manera: un 24,2% tenia menys de 18 anys, un 8% entre 18 i 24, un 27,5% entre 25 i 44, un 26,7% de 45 a 60 i un 13,6% 65 anys o més.
L'edat mediana era de 40 anys. Per cada 100 dones de 18 o més anys hi havia 96,5 homes.
La renda mediana per habitatge era de 42.625$ i la renda mediana per família de 45.208$. Els homes tenien una renda mediana de 33.333$ mentre que les dones 22.727$. La renda per capita de la població era de 20.561$. Entorn del 6,9% de les famílies i el 8,8% de la població estaven per davall del llindar de pobresa.